# Maestro dei Baldraccani
Pour les articles homonymes, voir Famille Baldraccani.

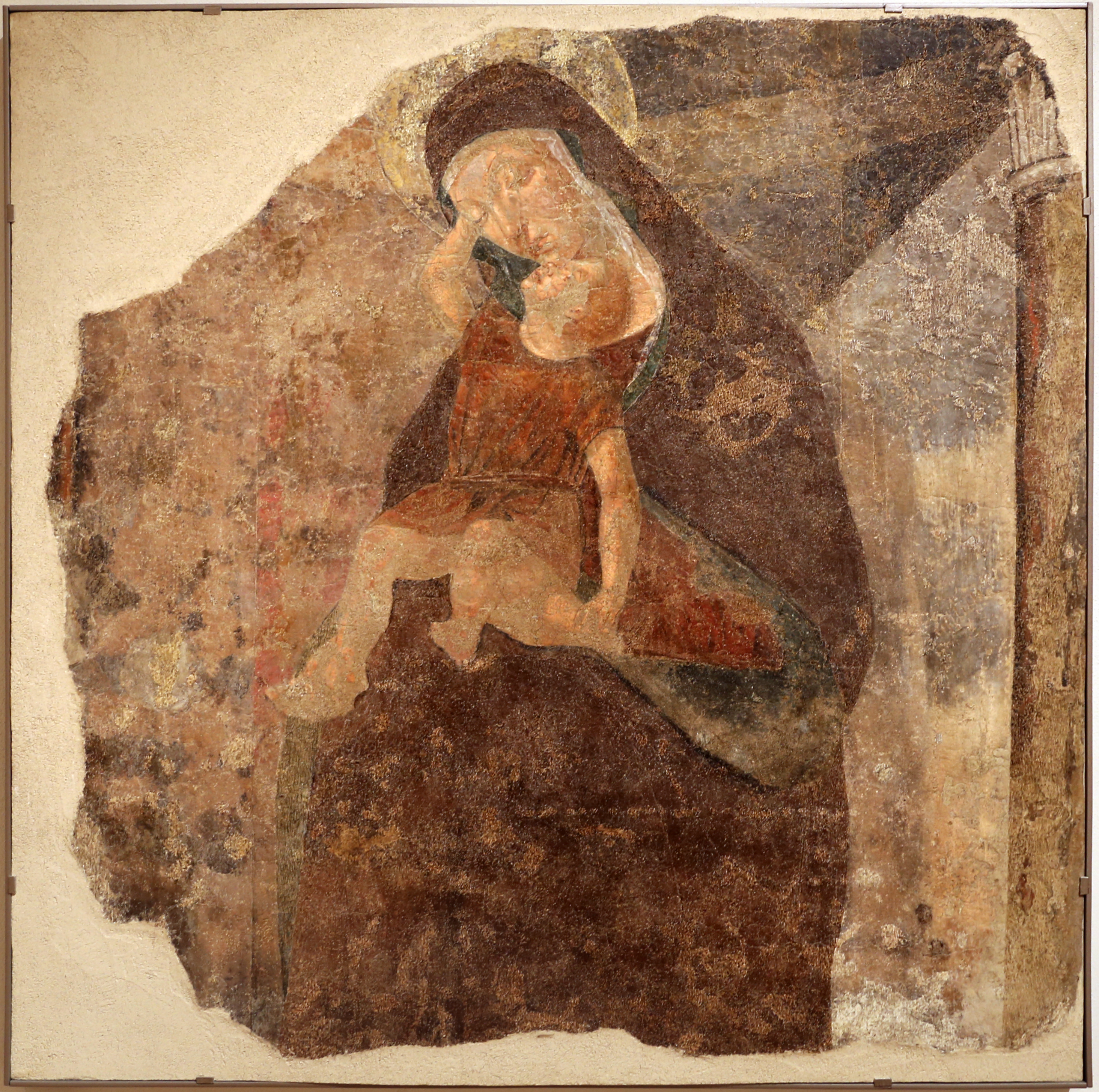
Madonna col Bambino, Pinacoteca civica di Forlì

Le Maestro dei Baldraccani (Maître des Baldraccani) est un peintre italien anonyme actif entre 1480 et 1510, probablement originaire de Forlì. 

## Biographie
Maestro dei Baldraccani est le nom donné par l'historien de l'art Federico Zeri à un peintre de l'école de Forlì, maître anonyme, actif entre la fin du XVe  et le début du  XVIe siècle et lui attribuant à partir d'un profil stylistique, d'éléments communs et similaires, certaines œuvres restées anonymes.
L'epithète « dei Baldraccani » provient du fait que sur l'un des tableaux apparaît l'emblême de la noble famille Baldraccani de Forlì.
Stefano Tumidei, en comparant les nouvelles biographiques et les données en sa possession, arrive à la conclusion que le Maestro dei Baldraccani puisse être identifié comme un peintre et historien de Forlì, Leone Cobelli, renommé à son époque mais dont la production est progressivement disparue. 
Le style du Maestro dei Baldraccani est proche de celui de Melozzo da Forlì et de celui de Marco Palmezzano.

## Œuvres
- Saint Sébastien, retable, Collection John G. Johnson, Philadelphie; Il s'agit du tableau sur lequel figure l'emblême des Baldraccani.
- Vierge adorant l'Enfant, huile sur panneau de 68,3 cm × 45,9 cm, Galerie Cassa di Risparmio, Césène[1].
- Portrait de l'évêque Filasio Roverella, tempera sur panneau de 52 cm × 39 cm, pinacothèque communale, Césène[2].
- Vierge à l'Enfant, fresque récupérée de 100 cm × 100 cm, pinacothèque civique, Forlì.